# Williamsport (Pennsylvania)
Williamsport is een plaats (city) in de Amerikaanse staat Pennsylvania, en valt bestuurlijk gezien onder Lycoming County.

## Demografie
Bij de volkstelling in 2000 werd het aantal inwoners vastgesteld op 30.706.
In 2006 is het aantal inwoners door het United States Census Bureau geschat op 29.814, een daling van 892 (-2.9%).

## Geografie
Volgens het United States Census Bureau beslaat de plaats een oppervlakte van
24,7 km², waarvan 23,0 km² land en 1,7 km² water. Williamsport ligt op ongeveer 181 m boven zeeniveau.

## Plaatsen in de nabije omgeving
De onderstaande figuur toont nabijgelegen plaatsen in een straal van 16 km rond Williamsport.

## Geboren
- Joanna Hayes (23 december 1976), hordeloopster